# Дмитровка (деревня, Москва)
Дмитровка — деревня в Троицком административном округе Москвы  (до 1 июля 2012 года в составе Подольского района Московской области). Входит в состав поселения Роговское.

## Население
Согласно Всероссийской переписи, в 2002 году в деревне проживало 6 человек (3 мужчины и 3 женщины). По данным на 2005 год в деревне проживал 1 человек.

## Расположение
Деревня Дмитровка расположена на реке Десенке примерно в 39 км к юго-западу от центра города Подольска. Ближайший населённый пункт — деревня Тетеринки.